# Le Souffle du dragon
Pour plus de détails, voir Fiche technique et Distribution.

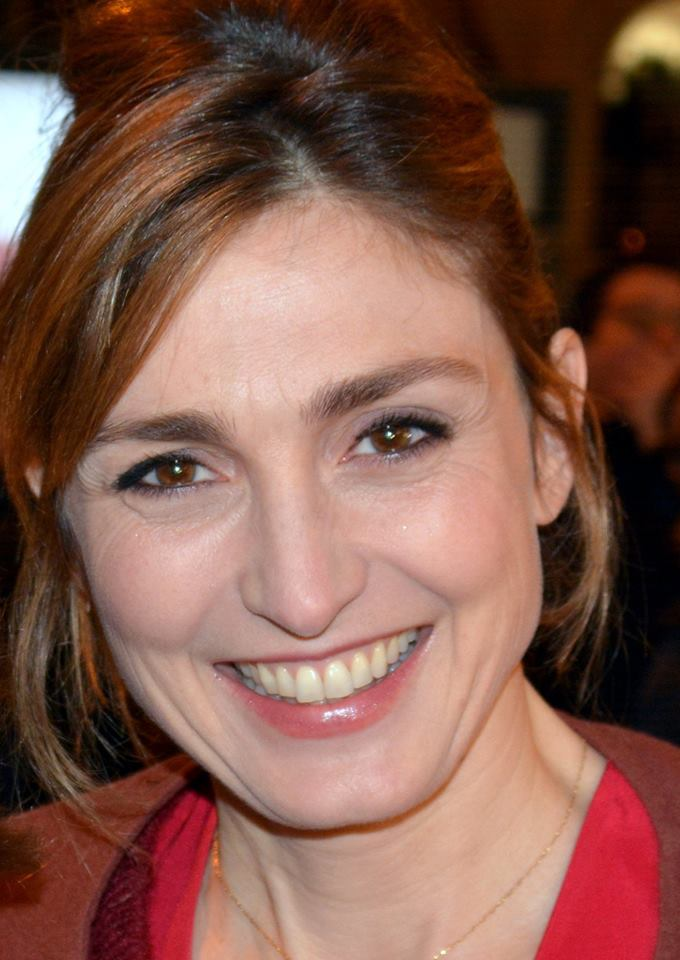
Julie Gayet.

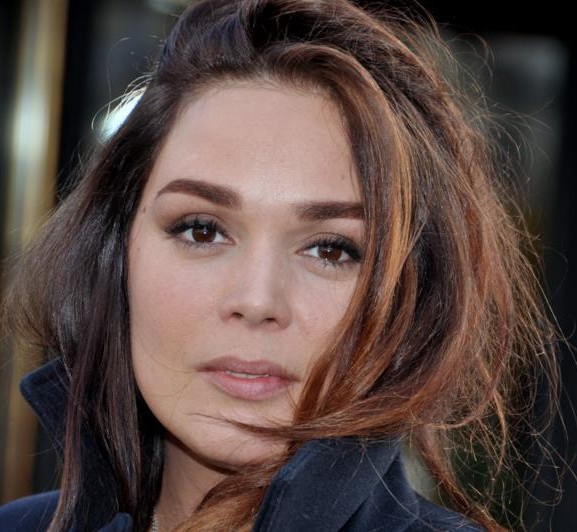
Lola Dewaere.

Le Souffle du dragon (initialement appelé Dragon Boat)  est un téléfilm français réalisé en 2022 par Stéphanie Pillonca d'après un scénario de Clément Koch, et qui développe le thème de la résilience par le sport.
Mettant en scène des femmes qui ont souffert d'un cancer du sein et qui suivent un programme post-thérapeutique, le téléfilm est diffusé pour la première fois le 11 octobre 2022 sur la chaîne de télévision française M6 à l'occasion du lancement de l'édition 2022 de la campagne Octobre rose de sensibilisation au dépistage du cancer du sein,.
Cette fiction est une coproduction de Mact Productions et Troisième Œil Story,,,.

## Fiche technique
Sauf indication contraire, les informations mentionnées dans cette section peuvent être confirmées par les bases de données cinématographiques IMDb et Allociné,  présentes dans la section « Liens externes ».
- Titre français : Le Souffle du dragon
- Réalisation : Stéphanie Pillonca
- Scénario : Clément Koch
- Musique : Martin Balsan
- Décors : Margaux Coste
- Costumes : Sandrine Bernard
- Production : Sidonie Cohen de Lara, Sébastien Charbit
- Sociétés de production : Mact Productions, Troisième Œil Story
- Pays de production :  France
- Langue originale : français
- Format : couleur
- Genre : Drame
- Durée : 90 minutes
- Dates de première diffusion : 
  - France : 11 octobre 2022 sur M6[1],[2],[5],[7],[8]

## Distribution
Sauf indication contraire, les informations mentionnées dans cette section peuvent être confirmées par les bases de données cinématographiques IMDb et Allociné,  présentes dans la section « Liens externes ».
- Julie de Bona : Sandrine
- Julie Gayet : Fanny Kiener
- Lola Dewaere : Marion
- Bérengère Krief : Poups
- Firmine Richard : Rose-Marie
- Annie Grégorio : Françoise
- Arié Elmaleh : Éric, le mari de Sandrine
- François Berléand : Papi, ancien champion de France d'aviron
- Amaury de Crayencour : Marc
- Christophe Héraut : Dr Cuvelier, oncologue
- Juliette Tresanini : Juliette

## Production

### Genèse et développement
Le téléfilm (initialement appelé Dragon Boat) est écrit par Clément Koch et réalisé par Stéphanie Pillonca,,,,.
Le Souffle du dragon est présenté en septembre 2022 au Festival de la fiction TV de La Rochelle 2022 mais le jury, présidé par la comédienne Sandrine Bonnaire, ne lui décerne aucun prix

### Attribution des rôles
Pour interpréter les femmes traitées d'un cancer du sein qui se reconstruisent par le « Dragon Boat », un programme thérapeutique basé sur un sport nautique d'équipe qui doit aider à prévenir les rechutes, la réalisatrice s'est entourée d'actrices professionnelles comme Julie de Bona, Julie Gayet, Bérengère Krief et Firmine Richard mais aussi d'authentiques « Dragon Ladies », comme Sylviane et Gribouille ainsi que Claire Fiaschi, présidente de "Ensemble, pour elles", premier équipage français de dragon boat créé fin 2008 à Reims,,,,.

### Tournage
Le tournage se déroule à partir du 13 juin 2022 à Reims et dans sa région,, dans le département de la Marne en région Grand Est. Des scènes sont tournées à Épernay ainsi que dans plusieurs communes de la communauté urbaine du Grand Reims comme Tinqueux, Cormontreuil et Gueux.